# 金花茶
金花茶（きんかちゃ）は、ツバキ科ツバキ属の植物で、黄花のものを指す総称。原種は中国広西壮族自治区からベトナムにかけて分布し、キンカチャ節（sect. Chrysantha）に分類する。
1965年の発見時には「幻の黄色い椿」と話題になり、当時は中国の天然記念物にも指定され、国外への持ち出しが禁止されるほど貴重な植物であったが、その後持ち出しが解禁され、1980年ごろに日本に渡来した。
約50種が報告され、15種以上が日本へ導入されている。
- 金花茶（Camellia chrysantha）
- 平果金花茶（C. pingguoensis）
- 凹脈金花茶（C. impressinervis ）
- 毛籽金花茶（C. ptilosperma）
- 頂生金花茶（C. terminalis）
- 扶綏金花茶（C. fusuiensis）
- 小果金花茶（C. microcarpa）
- 顕脈金花茶（C. euphlebia）
- クエホンエンシス（C. quephongensis）
- クックホンエンシス（C. cucphuongensis）
- ペテロッティ（C. petelotii）
- フラバ（C. flava）
- タムダオエンシス（C. tamdaoensis）

など